# Nicolás Capdevielle
Nicolás Enrique Capdevielle Peralta (San Felipe, 10 de septiembre de 1927 – San Felipe, 21 de marzo de 1998) fue un médico, escritor, político, columnista, humorista, caricaturista y agudo crítico literario venezolano.

## Biografía
Nicolás Enrique Capdevielle Peralta nació en San Felipe, estado Yaracuy, el 10 de septiembre de 1927 en el seno de una honorable familia laboriosa y prolífica; siendo su padre Francisco de Paula Capdevielle y su madre Felipa Peralta de Capdevielle. Fue el quinto hijo de ocho hermanos en total, siendo los mismos Antonio Augusto, Manuel Alberto, Luisa Elena, Emma Josefina, Nicolás Enrique, Marcos Peralta, Ma. Virginia y Aura Marina.
Estudió primaria en la Escuela Federal Graduada “Padre Delgado” y el bachillerato en el Colegio “Yaracuy”, para luego culminarlo en el Liceo “Arístides Rojas”. En la Universidad Central de Venezuela obtiene con honores el título de Médico Cirujano el 4 de agosto de 1956, no sin antes haber participado en las luchas estudiantiles  contra la dictadura perejimenizta por lo que probó en carne propia el planazo dictatorial y la forzada visita a las celdas de la cárcel del Obispo situada en Caracas para la época.
Ejerce su profesión como Médico Rural en Campo Elías hasta 1957 y en Cocorote hasta 1958. Ingresó al Hospital “Rodríguez Rivero” como médico interno y residente entre 1958 y 1960. Se especializó en Pediatría y Puericultura, lo cual lo condujo a realizar un curso de Pediatría Clínica y Social en Santiago de Chile.

### Actividad Laboral
Fue Jefe del Centro Infantil “María Antonia Bolívar” por 16 años. Fundó y dotó el Servicio de Fototerapia, de un aparato fabricado bajo su dirección por el equipo de carpinteros del Hospital “Rodríguez Rivero” bajo la conducción de Nicolás Rodríguez en 1970. Fue el pediatra iniciador y organizador de la hidratación oral en la emergencia de dicho centro hospitalario en 1980. En cinco oportunidades fue presidente del Colegio de Médicos de Yaracuy y ocupó entre 1958 y 1959 la presidencia del Concejo Municipal de San Felipe. Trabajó con dedicación y empeño en la Fundación del Niño del Estado Yaracuy, durante el mandato del exgobernador Nelson Suárez Montiel, siendo la primera dama, la Lic. en enfermería Teresa Navarro de Suárez, por muchos años su compañera de Trabajo en el Hospital, quien junto al equipo de profesionales y técnicos que para ese entonces laboraba en la Fundación, lograron dotar y organizar un Servicio Médico modelo, para asegurar el bienestar de los niños y niñas que estaban adscritos a los Hogares de Cuidado Diario, Multihogares, Casas de Los Niños, etc. Su labor para con los niños más desposeídos fue encomiable.
Muere en compañía de su amigo, el escritor y poeta Rafael Zárraga, el 21 de marzo de 1998 a la edad de 70 años luego de disfrutar de la tertulia amena al cual estaban acostumbrados, recorriendo como siempre al lado de sus familiares, los ríos y campos yaracuyanos que tanto le gustaban.
Por su dilatada trayectoria en procura de la salud de los niños yaracuyanos, el Centro de Diagnóstico Integral (CDI) de la población de Cocorote lleva su nombre.

### Publicaciones
- Sucedió en 1942
- Autobiografía de un Río. Relato Ecológico.
- Toponimia del San Felipe de Antaño
- Biografía de Médicos Yaracuyanos de este Siglo XX
- Gobernadores de Yaracuy 1959-1989
- Crónicas Costumbristas del San Felipe de Ayer
- Plácido Daniel Rodríguez Rivero, Un Biógrafo Biografiado.